# Izis
Israëlis Bidermanas (17 de enero de 1911-16 de mayo de 1980) más conocido como Izis fue un fotógrafo lituano francés.
En 1930 se trasladó a vivir a París a causa de la discriminación que sufrían los judíos en su país y su deseo de ser pintor; pronto entró a trabajar en un estudio fotográfico como ayudante y desde 1933 como encargado. Al iniciarse la Segunda Guerra Mundial se trasladó a la ciudad de Ambazac al sur de Francia utilizando un seudónimo, pero fue capturado, torturado y encaecelado; tras su liberación a cargo de la resistencia se incorporó a la misma y realizó fotografías de sus compañeros que estaban bajo las órdenes de Georges Guingouin. El periodista Robert Giraud lo mencionó en el semanario de los grupos resistentes que se llamaba Unir. Al terminar la guerra continuó su actividad fotográfica en el semanario Regards del Partido Comunista Francés y conoció a Jacques Prévert y otros artistas y poetas.
En 1949 comenzó a trabajar para el semanario Paris Match con el que mantuvo una amplia colaboración a lo largo de los años, realizando numerosos reportajes entre los que se pueden destacar los realizados a Grace Kelly, otro sobre los mineros de Montceau-les-Mines, otro de Roland Petit en la casbah de Argel o sobre Jean Cocteau, Colette, Gina Lollobrigida, Édith Piaf, Orson Welles, Arman entre otros.
Sus trabajos en blanco y negro sobre París y Londres se consideran dotados de poesía. Es destacable en su obra la realización de libros ilustrados en colaboración con artistas franceses como Jacques Prévert o Marc Chagall, uno muy conocido fue Le Cirque d'Izis (El circo de Izis) que llevaba la colaboración de ambos, sin embargo el libro que le dio la fama fue Paris des rêves (París de los sueños) que publicó en 1950.
Entre sus últimas exposiciones se encuentran las realizadas en 2004 en Magdeburgo junto a Édouard Boubat y titulada Paris des photographes, o en 2006 en París junto a Eugène Atget, Robert Doisneau, Henri Cartier-Bresson y otros fotógrafos humanistas y titulada La Seine des Photographes, o en Barcelona en 2009 titulada La Visión del Otro - Modernidad y rostro fotografiado en la que participaron también los fotógrafos Francesc Català Roca, Agustí Centelles, Eugeni Forcano, Ramón Masats, Oriol Maspons, Xavier Miserachs, Alberto Schommer o Nadar.